# 嶋田幸久
嶋田 幸久（しまだ ゆきひさ）は、大阪市出身の生物学者、植物生理学者。理学博士。横浜市立大学教授。横浜市立大学木原生物学研究所所長。国際研究プロジェクトAtGenExpressプロジェクトにおいて、高等植物で初めての大規模なトランスクリプトームデータの収集と公開に貢献した。また、植物の成長制御にとって重要な植物ホルモンであるオーキシンの生合成阻害剤を世界で初めて発見し、その後も特性の高い生合成阻害剤の開発を進めた。オーキシン生合成には酵素レベルでの制御機構が存在することを解明した。

## 経歴
- 1963年（昭和38年） - 大阪市にて生まれる。
- 1982年（昭和57年） - 大阪府立北野高等学校卒。
- 1986年（昭和61年） - 京都大学理学部卒。
- 1988年（昭和63年） - 京都大学大学院理学研究科修士課程修了
- 同年 - 協和発酵工業研究員
- 1997年（平成9年） - 東京大学理学系研究科博士課程修了
- 同年 - 理化学研究所研究員
- 2008年（平成20年） - 理化学研究所植物科学研究センター チームリーダー
- 2010年（平成22年） - 横浜市立大学木原生物学研究所教授
- 2024年（令和6年）- 横浜市立大学木原生物学研究所所長

## 所属
横浜市立大学 木原生物学研究所（横浜市戸塚区舞岡町641-12） 植物応用ゲノム科学部門 教授

## 著書
- 植物の体の中では何が起こっているのか（2015年、ベレ出版） ISBN 978-4860644222